# Čačak
Cacak (en serbi ciríl·lic: Чачак) és una ciutat situada a 140 km al sud de Belgrad, a Sèrbia. El 2003 la ciutat tenia una població total de 73.217 habitants. És el centre administratiu del districte de Moravica de Sèrbia. Cacak és també el principal nucli industrial, cultural i esportiu del districte.

## Context geogràfic
Cacak està situada a la província de Sèrbia central, a 204 msnm, i prop de la zona per on flueix el riu Morava. Al seu voltant es troben muntanyes sense massa importància, com Ovčar (985 m), Jelica (929 m), Kablar (885 m) i Vujan (857 m). Es troben en una zona boscosa annexa a la ciutat que és útil sobretot per l'agricultura, amb una important riquesa de flora.
L'àrea total de la ciutat i els seus voltants s'estén per 636 km², i el municipi comprèn un total de 58 localitats.

## Història

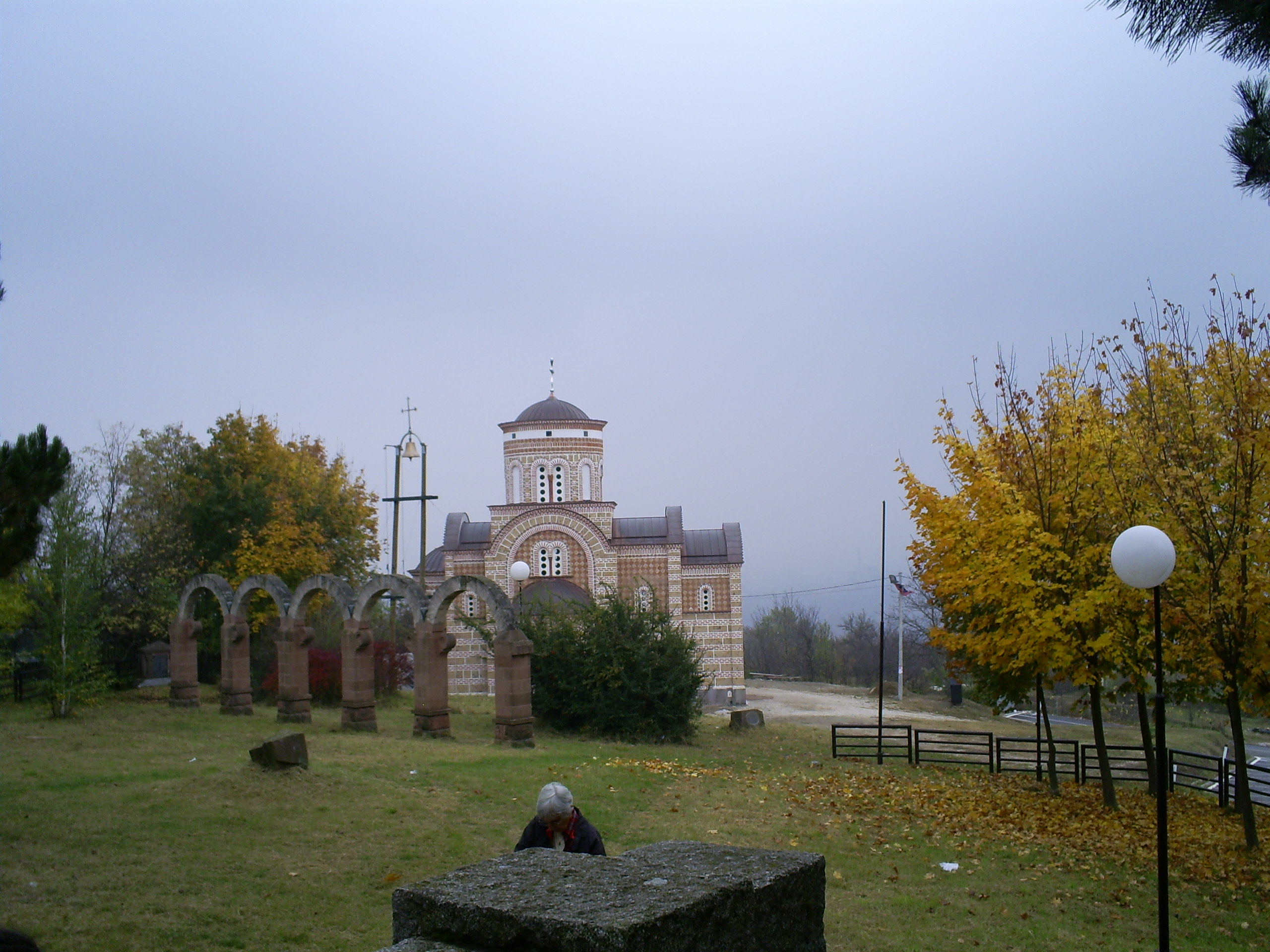
Església del príncep Lazar al turó de Ljubic, a Cacak.

En l'escut d'armes de Cacak figuren dos anys: en primer lloc està 1408, quan la ciutat es va registrar per primera vegada (com Gradac), i la segona és de 1815, l'any del Segon Aixecament Serbi, quan es va lliurar la batalla del turó de Ljubic. Aquesta batalla és famosa per l'heroica victòria de les tropes sèrbies que van derrotar a un exèrcit otomà compost per 60.000 homes, dues vegades més que els serbis. L'església del centre de Cacak va ser construïda al segle xii per Stracimir, germà d'Esteve Nemanja. També es va construir una mesquita, a més d'una altra església al segle xix.
El 1941 la ciutat va esdevenir el centre d'un conflicte entre partisans i xètniks. Durant la Segona Guerra Mundial les autoritats de l'ocupació alemanya van realitzar matances entre la població civil i els béns econòmics de la ciutat van ser espoliats. El 4 de desembre de 1944 Cacak va ser alliberada per les tropes aliades de l'Exèrcit Roig i la guerrilla partisana. A partir de 1945 va començar la recuperació de la ciutat, integrada en el sistema econòmic de la República Democràtica Federal de Iugoslàvia.

## Economia
Cacak és la seu del Čačanska Banka, un banc que opera principalment a l'oest i al centre de Sèrbia, amb cotització a la Borsa de Belgrad. La ciutat, des del moment en què es va començar a desenvolupar la iniciativa privada, ha experimentat un important desenvolupament econòmic, confirmant-se com el centre econòmic del districte de Moravica.

## Ciutats agermanades
- Brezno, Eslovàquia